# Györköny
Györköny (németül: Jerking) község Tolna vármegye Paksi járásában.

## Fekvése
A község Pakstól 15 kilométerre nyugatra, Nagydorogtól 5 kilométerre keletre, Pusztahencsétől 5 kilométerre északra található. Központján a 6236-os út halad keresztül – ez köti össze mindkét utóbbi településsel –, de közigazgatási területének déli szélét érinti a Paks-Sárszentlőrinc közti 6232-es út is.

## Története
A régészeti leletek többek közt egy valamikori római település nyomait jelzik. Ennek korabeli nevét nem tudjuk, csak annyi bizonyos, hogy a Duna menti védvonallal párhuzamosan, kicsit beljebb, egy második településsor vonala rajzolható meg, amely helyek feltehetően utánpótlási és visszavonulási célokat szolgáltak. Ezek sorába tartozik Györköny is. Első említését egy vatikáni adólistában találjuk, 1333-ból. 12 báni dénárt fizetett az akkori pap, akit Lőrincnek hívtak. Mezővárosi rangot kapott hosszabb-rövidebb időre. Két oklevél is említi a Hunyadiak korából, 1465-ben és 1497–1500 között. Zivataros történelme során a falu többször elpusztult, elnéptelenedett. A török idején kezdetben meg tudta tartani jelentőségét, a teljes elnéptelenedés csak az 1580-as évre tehető, amikorra a tízévenkénti összeírást végző adószedők által írt adóösszeírásban már csak mint üres pusztáról esik szó. A törökök kiűzése után betelepítéssel pótolták a hiányzó munkaerőt. A német ajkú betelepülőknek saját házépítési lehetőséget, saját földhöz való jogot, és hét esztendeig adómentességet ígértek. 1718-ból maradt fenn a legrégebbi bejegyzés, amit szenicei Bárány György lelkész írt az „eklézsia könyve” című művében, melybe a következő évtől jegyzi a születéseket és halálozásokat a faluban. Két hullámban érkeztek ide telepesek, először a Fertő-tó térségéből 1718-ban, másodjára azonban 1722-től Darmstadtból és környékéről, Hessen tartományból. Az evangélikus magyarok egy része az egyházközség megalapítójával, Bárány Györggyel együtt a szomszédos Sárszentlőrincre költözött át, újratelepítve ezzel azt a falut is (1722 őszén). Mivel a betelepülők szőlőtermesztő vidékekről érkeztek, a településen a szőlészet és a borászat hatásukra jelentősen fejlődött. A falu lélekszáma is emelkedett, mintegy száz év alatt 246-ról (1722) 1591-re (1820). A gyarapodás később sem állt meg. A növekvő lakosság új, nagyobb, immáron kőből készült templomát 1796. november 15-én avatták fel.
A második világháború elején Györkönynek mintegy 2516 lakosa volt. A háborút követő kitelepítések, és a környező nagyobb települések elszívó hatása következtében alakult ki a mai lélekszám. 1946. november 11-én, a búcsú hétfőjének hajnalán kezdték kitelepíteni a svábokat. A csehszlovák–magyar lakosságcsere keretén belül 1948. október–1949. március között magyar-német áttelepítés történt. (Ez csak kettő a számtalan közül.)

## Közélete

### Polgármesterei
- 1990–1994: Rohn Mátyás (független)[3]
- 1994–1998: Rohn Mátyás (független)[4]
- 1998–2002: Rohn Mátyás (független)[5]
- 2002–2006: Rohn Mátyás (független német kisebbségi)[6]
- 2006–2010: Braun Zoltán (független)[7]
- 2010–2014: Braun Zoltán (független)[8]
- 2014–2019: Braun Zoltán (független)[9]
- 2019–2024: Braun Zoltán (független)[10]
- 2024– : Schweigert György (független)[1]

## Népesség
A település népességének változása:
| Lakosok száma | 992  | 973  | 951  | 935  | 973  | 985  | 974  |
|               | 2013 | 2014 | 2015 | 2021 | 2022 | 2023 | 2024 |

A 2011-es népszámlálás során a lakosok 90,6%-a magyarnak, 44% németnek, 0,3% románnak, 0,2% cigánynak mondta magát (9,3% nem nyilatkozott; a kettős identitások miatt a végösszeg nagyobb lehet 100%-nál). A vallási megoszlás a következő volt: evangélikus 43,9%, római katolikus 16,9%, református 10,1%, görögkatolikus 0,2%, felekezeten kívüli 9,7% (18,2% nem nyilatkozott).
2022-ben a lakosság 84,1%-a vallotta magát magyarnak, 23,8% németnek, 0,9% cigánynak, 0,1% szlovénnek, 0,1% románnak, 1,5% egyéb, nem hazai nemzetiségűnek (14,5% nem nyilatkozott; a kettős identitások miatt a végösszeg nagyobb lehet 100%-nál). Vallásuk szerint 30,3% volt evangélikus, 14,3% római katolikus, 8,6% református, 0,2% görög katolikus, 0,1% egyéb keresztény, 0,9% egyéb katolikus, 9% felekezeten kívüli (36,3% nem válaszolt).

## Nevezetességei
- Pincehegy[13]
- Evangélikus templom[14]

1796-ban épült a ma is látható templom az előző 14. századi templom helyén, amely az akkor virágzó Györköny mezőváros közepén helyezkedett el, amely a török pusztítás idején nyomtalanul eltűnt. A törökök kiűzése után német bevándorlók építették újra, kezdetben fatemplomot, majd kőtemplomot. 1796 novemberében, az előző uralkodó, Habsburg Lipót iránti tiszteletből, Lipót napján szenteltek fel (az uralkodó anyagilag is támogatta az építkezést). Az orgona az 1820-as években épült, mechanikus működésű, barokk hangolású. 1889-től négy harang szól a toronyban, melyből 1916-ban hármat rendeleti határozat alapján vittek el ágyúöntés céljából, de 1922-ben kettőt felajánlások útján visszakapott az egyház. 1942-ben született rendelet alapján 1944-ben vitték el a két harangot, amelyeket 2004-ben ünnepélyes keretek között pótoltak.
- Falumúzeum[15]

A valószínűleg az 1900-as évek elején épült ház a kor építkezési szokásai szerint döngölt falakkal, náddal fedett nyeregtetővel, kis ablakokkal rendelkezik. 1983-ban nyílt meg mindhárom helyisége a látogatók előtt.
- Metodista kápolna és közösségi ház (épült 1921-ben a helyi német metodista gyülekezet számára a Fő u. 80. szám alatt)
- II. világháborús emlékmű (1990 novemberében avatták)
- Pincemúzeum

## Neves györkönyiek
Itt született Tolnai Lajos író (1837–1902).

## Testvérvárosai
- Willstätt – Eckartsweier, Németország
- Marosszentanna, Székelyföld

## Képek

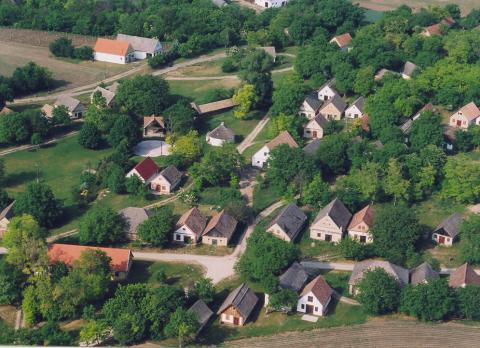
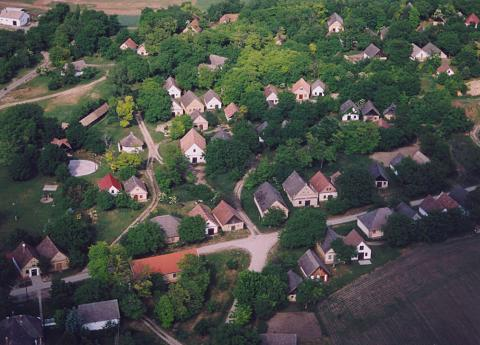
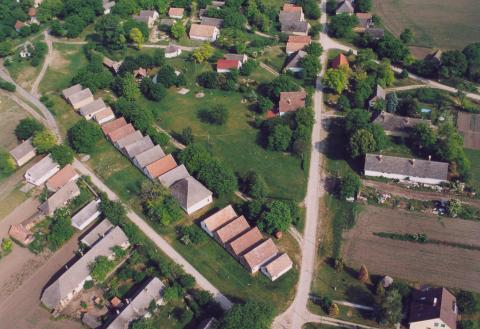